# Трегубов, Виталий Владимирович
Виталий Владимирович Трегу́бов (18 января 1974, Усть-Каменогорск, Казахская ССР, СССР) — казахстанский хоккеист, защитник.

## Биография
Воспитанник усть-каменогорского хоккея, тренер Станислав Фролов.
Сын президента усть-каменогорского «Торпедо» 90-х годов Владимира Трегубова.

## Достижения
- Четвертьфиналист зимних Олимпийских игр 1998 г.
- Чемпион зимних Азиатских игр 1999 г.
- Чемпион зимней Универсиады 1995 г.
- Серебряный призёр зимних Азиатских игр 2003 г.
- Лучший хоккеист Казахстана 2001 года.
- Чемпион Казахстана 1994—1997, 1999, 2001—2003, 2005 гг.